# Акулий торнадо (франшиза)
«Акулий торнадо» (англ. Sharknado) — серия научно-фантастических фильмов ужасов, снятых и показанных на телеканале Syfy, начиная с 2013 года. С тех пор она была расширена компьютерными играми и комиксами. В 2015 году был выпущен побочный фильм «Акулий торнадо: Сердце акулы».
Главными звёздами киносериала были Иан Зиринг и Тара Рид в роли Фина Шеперда и Эйприл Векслер, мужа и жены, которые продолжают встречаться с «Акульим торнадо», наполненное акулами, куда бы они ни отправились.

## Фильмы

### Акулий торнадо (2013)
Ужасный водяной смерч поднимает из океана в воздух тысячи акул и обрушивает их на Лос-Анджелес. Сёрфер Фин Шепард вместе с друзьями Базом и Новой отправляется на поиски своей жены Эйприл и дочери-подростка Клаудии.

### Акулий торнадо 2: Второй по счёту (2014)
Фин Шепард (Иан Зиринг) и его бывшая жена Эйприл (Тара Рид) летят на самолёте в Нью-Йорк для презентации своей новой книги. Внезапно их самолёт попадает в Акулий Торнадо и теряет двигатель. Ворвавшись на борт, акулы убивают пилотов и многих пассажиров. Фину удаётся посадить самолёт, но Эйприл теряет руку. Торнадо продолжает двигаться в сторону Нью-Йорка, где как раз находится сестра Фина, Эллен Броуди (Кэри Вюрер), вместе со своей семьёй. Рассказам о летающих акулах никто не верит, покуда водные хищники не начинают сыпаться с неба!

### Акулий торнадо 3 (2015)
Фин Шепард в Белом доме получает Президентскую медаль Свободы, когда на столицу страны обрушивается новый акулий торнадо. Смерч разрушает Белый дом, Монумент Вашингтону и другие прилегающие здания и сооружения, акулы убивают нескольких почётных гостей церемонии, охранников президента, так что за его жизнь теперь отвечает Фин.

### Акулий торнадо 4: Пробуждение (2016)
Четвёртый фильм был подтверждён сразу после премьеры третьего. Трансляция фильма началась 31 июля 2016 года.
Со дня последнего Акульего торнадо прошло 5 лет. Технологическая корпорация «Астро-Икс» использовала свою революционную энергосистему дешёвых и безвредных реакторов, названных астроподами, чтобы стабилизировать атмосферу и предотвратить появление любых торнадо. Благодаря основателю «Астро-Икс», мечтателю и пророку Астону Рейнолдсу, мир оказался в безопасности. Но сегодня будущее человечества снова под угрозой…

### Акулий торнадо 5: Глобальное роение (2017)
Пятый фильм был подтвержден в октябре 2016 года и был выпущен 6 августа 2017 года. Тара Рид и Иан Зиринг были подтвердили, что они повторят свои главные роли. Кэсси Сербо также вернётся к пятому фильму. Съемки прошли в более чем 5 странах, включая Великобританию, Австралию и Болгарию.
Нова и её подруга находят под Стоунхенджем, Англия древний храм в котором давным-давно поклонялись древнему богу-акуле, который мог повелевать погодой. Взяв артефакт с пьедестала, Нова невольно запускает череду катаклизмов по всей планете и создаёт новый вид Акульего торнадо со вторым торнадо внутри первого, который способен телепортировать между континентами. Катаклизмы охватывают всю планету и пока Фин и Эйприл пытаются спасти своего сына Гила путешествуя по Земле мир неумолимо погружается в забвение...

### Последний акулий торнадо: Как раз вовремя (2018)
«Акулий торнадо 6» был выпущен 19 августа 2018 года. Тара Рид, Иан Зиринг и Кэсси Сербо вернулись к своим ролям, и в фильме было показано путешествие во времени, нацисты, динозавры, рыцари и Ноев ковчег. 28 марта 2018 года Сифи подтвердил, что фильм, возможно, будет заключительным в франшизе. 25 мая название фильма было показано в тизер-трейлере. Фильм будет носить название Последний акулий торнадо: как раз вовремя (англ. The Last Sharknado: It's About Time). 2 Августа вышел 30 секундный трейлер. Вивика А. Фокс, которая снялась в «Акулий торнадо 2: Второй по счёту», повторила свою роль для заключительного фильма. Несколько других актёров повторили свои роли в камео для финальной сцены фильма с Чак Хиттингер вновь появившегося в роли Мэтта Шепарда, заменив Коди Линли, который изобразил Мэтта в четвёртом и пятом фильмах.
По сюжету Финн встречает своего сына Гилла, который выжил в пятом фильме и прилетел за своим отцом, чтобы вернуться в прошлое и остановить первый акулий торнадо и не дать катастрофе произойти в будущем, но по стечению обстоятельств Фин путешествует по разным временным промежутками в итоге убегая от Альтернативной и сумасшедшей версии своей жены Эйприл начинает новое торнадо, в котором смешиваются множество знаменитостей из разных времён и тысячи акул. Во всём этом безумии Фину удаётся победить свою альтернативную жену и в обнимку с настоящей Эйприл-киборгом, от которой осталась лишь голова, он перезапускает время, тем самым отменяя все предыдущие события всех шести фильмов. Мы видим пляж, бар, Финна и его друзей, по телевизору говорят, что погода будет отличная. Фин попал в мир, который не был поражён тысячами водных хищников, которые сыпятся с неба, мир, который никогда не узнает, что такое Акулий Торнадо...

## Спин-оффы

### Акулий торнадо: С жадностью есть (2015)
Это документальный фильм о создании киносериала.

### Акулий торнадо: Сердце акулы (2015)
Псевдодокументальный фильм рассказывает историю Дэвида Мура, кинорежиссёра, который впервые мечтал о «акулах в торнадо» и вызвал катастрофу, используя настоящих акул. Он был снят Джереми Вагнером и выпущен 6 октября 2015 года.

### Лавалантула

Логотип фильма

Данный фильм является побочным эффектом франшизы «Акулий торнадо», речь идет на этот раз о пожарах, вызывающих опустошение в Лос-Анджелесе. В главной ролях были некоторые актёры из Полицейской академии.

## В ролях
| Персонажи           | Акулий торнадо (2013) | Акулий торнадо 2: Второй по счёту (2014) | Акулий торнадо 3 (2015) | Акулий торнадо 4: Пробуждение (2016) | Акулий торнадо 5: Глобальное роение (2017) | Последний акулий торнадо:: Как раз вовремя (2018) |
| ------------------- | --------------------- | ---------------------------------------- | ----------------------- | ------------------------------------ | ------------------------------------------ | --- |
| Фин Шеперд          | Иан Зиринг            | Иан Зиринг                               | Иан Зиринг              | Иан Зиринг                           | Иан Зиринг                                 | Иан Зиринг |
| Эйприл Векслер      | Тара Рид              | Тара Рид                                 | Тара Рид                | Тара Рид                             | Тара Рид                                   | Тара Рид |
| Клаудия Шеперд      | Обри Пиплз            |                                          | Райан Ньюмен            | Райан Ньюмен                         |                                            | Райан Ньюмен |
| Нова Кларк          | Кэсси Сербо           |                                          | Кэсси Сербо             | Упоминается                          | Кэсси Сербо                                | Кэсси Сербо |
| Мэтт Шеперд         | Чак Хиттингер         |                                          |                         | Коди Линли                           | Коди Линли                                 | Чак ХиттингерКоди Линли |
| Скай                |                       | Вивика А. Фокс                           |                         |                                      |                                            | Вивика А. Фокс |
| Мартин Броди        |                       | Марк Макграт                             | Марк Макграт            |                                      |                                            | Марк Макграт |
| Джемини             |                       |                                          |                         | Масиела Луша                         | Масиела Луша                               | Масиела Луша |
| Гил Шепард, старший |                       |                                          | Дэвид Хассельхофф       | Дэвид Хассельхофф                    |                                            | |
| Гил Шепард, младший |                       |                                          |                         | Николас Шоун                         | Билли БэррэттДольф Лундгрен                | Брендан Петриццо (Голограмма Джил)М. Стивен Фелти (Голограмма Гила)Мати Монча (Гил на Динозавре)Тибериу Хансен (Средневековый Гил)Боб Эллис (Сёрфер Гил)Крис Оуэн (30-летняя девушка) |

## Создатели
| Роли                      | Фильмы                | Фильмы                                   | Фильмы                       | Фильмы                               | Фильмы                                     | Фильмы                                           |
| Роли                      | Акулий торнадо (2013) | Акулий торнадо 2: Второй по счёту (2014) | Акулий торнадо 3 (2015)      | Акулий торнадо 4: Пробуждение (2016) | Акулий торнадо 5: Глобальное роение (2017) | Последний акулий торнадо: Как раз вовремя (2018) |
| ------------------------- | --------------------- | ---------------------------------------- | ---------------------------- | ------------------------------------ | ------------------------------------------ | ------------------------------------------------ |
| Режиссёры                 | Энтони Ферранте       | Энтони Ферранте                          | Энтони Ферранте              | Энтони Ферранте                      | Энтони Ферранте                            | Энтони Ферранте                                  |
| Продюсер                  | Дэвид Майкл Латт      | Дэвид Майкл Латт                         | Дэвид Майкл Латт             | Дэвид Майкл Латт                     | Дэвид Майкл Латт                           | Дэвид Майкл Латт                                 |
| Сценарист                 | Тандер Левин          | Тандер Левин                             | Тандер Левин                 | Тандер Левин                         | Тандер Левин Скотти Маллен                 | Тандер Левин Скотти Маллен                       |
| Редактор                  | Уильям Бьюделл        | Ана Флорит Вэш Недоманский               | Кристофер Рот                | Ана Флорит                           | Ана Флорит Райан Митчелле                  | Ана Флорит Райан Митчелле                        |
| Оператор                  | Бен Демари            | Бен Демари                               | Бен Демари                   | Лора Бет Лайв                        | Райан Брумберг                             | Райан Брумберг                                   |
| Композитор                | Рамин Куша            | Кристофер Кано Крис Риденхор             | Кристофер Кано Крис Риденхор | Кристофер Кано Крис Риденхор         | Кристофер Кано Крис Риденхор               | Кристофер Кано Крис Риденхор                     |
| Производство телекомпании | Syfy Films The Asylum | Syfy Films The Asylum                    | Syfy Films The Asylum        | Syfy Films The Asylum                | Syfy Films The Asylum                      | Syfy Films The Asylum                            |
| Распределитель            | Syfy                  | Syfy                                     | Syfy                         | Syfy                                 | Syfy                                       | Syfy                                             |
| Длительность              | 85 мин.               | 95 мин.                                  | 90 мин.                      | 90 мин.                              | 90 мин.                                    | 90 мин.                                          |
| Дата выхода               | июль 13, 2013         | июль 30, 2014                            | июль 22, 2015                | июль 31, 2016                        | август 6, 2017                             | август 19, 2018                                  |

## Интересные факты
- Название и постер четвёртого фильма были данью уважения к фильму «Звёздные войны: Пробуждение силы»[18].
- Изначально пятый фильм должен был называться «Акулий торнадо 5: Земля ноль»[19], но 1 июня 2017 года название было представлено как «Акулий торнадо 5: Глобальное роение»[20].

## Рейтинги
| Фильм                                     | Дата выхода     | Зрители США (миллионы) | Бюджет     | Ссылки        |
| ----------------------------------------- | --------------- | ---------------------- | ---------- | ------------- |
| Акулий торнадо                            | 11 июля 2013    | 1.37                   | $2 млн     | [ 21 ]        |
| Акулий торнадо 2: Второй по счёту         | 30 июля 2014    | 3.87                   | $1.5-2 млн | [ 22 ] [ 23 ] |
| Акулий торнадо 3                          | 22 июля 2015    | 2.81                   | $2.4 млн   | [ 24 ]        |
| Акулий торнадо 4: Пробуждение             | 31 июля 2016    | 2.77                   | $3 млн     | [ 25 ]        |
| Акулий торнадо 5: Глобальное роение       | 6 августа 2017  | 1.89                   | $3 млн     | [ 26 ] [ 27 ] |
| Последний акулий торнадо: как раз вовремя | 19 августа 2018 | 3.7                    | TBA        | TBA           |

## Критика
| Фильмы                                    | Rotten Tomatoes    | Metacritic       |
| ----------------------------------------- | ------------------ | ---------------- |
| Акулий торнадо                            | 82 % (17 рецензий) | N/A              |
| Акулий торнадо 2: Второй по счёту         | 59 % (29 рецензий) | 50 (17 рецензий) |
| Акулий торнадо 3                          | 36 % (33 рецензий) | 53 (19 рецензий) |
| Акулий торнадо 4: Пробуждение             | 15 % (13 рецензий) | 35 (7 рецензий)  |
| Акулий торнадо 5: Глобальное роение       | 30 % (10 рецензий) | N/A              |
| Последний акулий торнадо: как раз вовремя | 27 % (11 рецензий) | 22 (5 рецензий)  |
| Общий итог                                | 42 %               | 40               |

## Другие продукции

### Компьютерная игра
«Акулий торнадо» — компьютерная игра 2014 года, разработанная компанией Other Ocean Interactive и распространённая Majesco Entertainment. Игра была основана на фильме «Акулий торнадо 2: Второй по счёту» и была выпущена для iOS 25 июля 2014 года.

### КнигаКак пережить Акулий торнадо
Писатель Эндрю Шаффера написал на основе фильма Акулий торнадо 2: Второй по счёту книгу «Как пережить акулий торнадо и другие неестественные бедствия: бороться с нападением монстров и матушки-природы».

### Комиксы
«Арчи против Акульего торнадо» — комиксы опубликованные Archie Comics 22 июля, 2015, как привязка к фильму «Акулий торнадо 3». Серия комиксов получила средние 7,2 баллов из 10 на основе 15 рецензий по версии Comic Book Roundup.